# Empereur Alexandre II
Pour les articles homonymes, voir Alexandre II.
L’Empereur Alexandre II (en russe : Император Александр II, Imperator Aleksandr II) est le premier cuirassé construit pour la flotte de la Baltique en 1881. Un seul cuirassé avait été auparavant construit en Russie, le Pierre le Grand. L’Empereur Alexandre II avait comme sister-ship l’Empereur Nicolas Ier.
Les travaux de construction débutent au chantier naval de la Nouvelle Amirauté à Saint-Pétersbourg le 29 novembre 1883. Il est lancé le 26 juillet 1887, officiellement achevé en décembre 1893 et mis en service la même année. Il doit son nom au tsar Alexandre II de Russie.

## Historique
Le 27 juin 1885, le cuirassé est baptisé Empereur Alexandre II. Le 26 juillet 1887, l'empereur Alexandre III assiste à sa cérémonie de lancement. 

### Carrière dans la Marine impériale de Russie
Le 6 septembre 1889, l’Empereur Alexandre II effectue sa première campagne en mer. À cette époque, l'équipage du cuirassé se compose de vingt-trois officiers et de quatre cent six marins placés sous les ordres du capitaine de 1er rang P. Youriev. Le cuirassé est basé à son port d'attache de Kronstadt. Le 24 octobre 1889, il quitte pour quelques jours le port de Kronstadt afin d'effectuer de nouveaux essais. On installe son blindage pendant la saison hivernale.
Le 9 septembre 1890, il entre en collision avec le navire suédois Olaf, et il est très endommagé à la poupe, mais reste à flot. Les réparations sont achevées le 21 septembre 1890.
Les essais des moteurs ont lieu le 30 septembre 1890. Les machines développent une puissance de 8 289 chevaux. Les essais d'artillerie ont lieu les 10 octobre et 17 octobre.
Malgré la réussite des essais à bord, le cuirassé présente alors de nombreux défauts et les travaux prennent un an de retard et ne sont terminés qu'en décembre 1891, certains travaux continuant à bord jusqu'à l'été 1893.
L’Empereur Alexandre II effectue sa véritable première campagne en mer en 1894.
En juin 1895, le navire se rend à Kronstadt, le commandement de K.P. Nikonov, afin de participer à une revue navale à l'occasion de l'ouverture solennelle du canal de l'Empereur-Guillaume le 20 juin 1895.
Le 14 juillet 1896, l’Empereur Alexandre II commence une nouvelle campagne : il se rend en Méditerranée avec le cuirassé Navarin et le croiseur Possadnik.
Vers la fin de l'année 1896, l'escadre est renforcée par le cuirassé Empereur Nicolas Ier et le Grand Sissoï. Des affrontements ayant éclaté sur l'île de Crète entre les populations turque et grecque, cette flotte et d'autres navires de puissances étrangères participent au blocus de l'île afin d'empêcher l'ouverture d'un conflit entre l'Empire ottoman et la Grèce.
À l'été 1897, l’Empereur Alexandre II jette l'ancre dans un port de Malte. Lors du déchargement de munitions de 229 mm, une explosion se produit. Le commandant de bord est gravement blessé à la jambe et il doit être amputé dans un hôpital de Malte.
Le 6 juillet 1897, l’Empereur Alexandre II accoste dans la baie de La Canée en Crète et devient navire amiral de l'escadre de la Méditerranée placée sous le commandement du contre-amiral Andreïev.  
Une explosion se produit à bord, le 14 juin 1898, provoquant le décès de deux marins. Quant au cuirassé, il est gravement endommagé mais continue à naviguer.
Le 10 novembre 1898, le contre-amiral Skrydlov (1844-1907) prend le commandement de l’Empereur Alexandre II. Il jette l'ancre quelque temps plus tard dans le port de Pola où il reste amarré trois semaines. Après des travaux de rénovation de la coque, le bâtiment de guerre développe une vitesse de 11,75 nœuds (22 km/h). Il n'est plus navire amiral de l'escadre à partir du 7 janvier 1899, car le contre-amiral Srydlov transfère son pavillon sur le croiseur Duc d'Édimbourg.
Entre juin et juillet 1901, l’Empereur Alexandre II reste amarré dans le port du Havre, puis se rend en mer Baltique. Il reçoit le 5 septembre 1901 la visite à Copenhague de Nicolas II qui est en séjour dans sa famille maternelle au Danemark. Le navire de guerre est de retour à Kronstadt le 19 septembre 1901.
Au cours de son expédition méditerranéenne, l’Empereur Alexandre II resta unique dans les annales de l'histoire de la flotte impériale de Russie[Quoi ?]. Au cours des soixante-et-un mois passés loin des côtes de l'Empire russe, il avait consommé 19,5 mille tonnes de charbon. 147 personnes avaient été hospitalisées dans les hôpitaux des zones côtières, dont douze décédèrent. Pendant une grande partie de son expédition, il avait été navire amiral, porteur successivement du pavillon des amiraux Andreïev, Skrydlov, Valrond, Birilev.
Après une si longue campagne en mer, une commission se met à étudier l'état du navire. L’Empereur Alexandre II est d'une façon générale en assez bon état. Il convient de noter, qu'après un si long périple, le cuirassé développe une vitesse de 14,43 nœuds à 75-78 tr/min. Les chaudières sont déclarés aptes pour trois années d'utilisation supplémentaires, malgré le projet de les remplacer.
Au cours de l'hiver 1901-1902, les artilleurs reçoivent une formation sous les ordres du contre-amiral Rojestvenski. L’Empereur Alexandre II participe à l'été 1902 à une  démonstration exemplaire de tir d'artillerie en présence de Nicolas II et de son cousin, le kaiser Guillaume II. En 1903, les artilleurs reçoivent de nouveau une formation sous le commandement de l'amiral von Felkersam (1846-1905). C'est au terme de cette formation que l'artillerie du cuirassé est rénovée.
La première partie de la rénovation de l’Empereur Alexandre II concerne l'installation de barbettes et les chaudières sont remplacées fin 1903. Néanmoins, les travaux sont pratiquement arrêtés à cause de la guerre russo-japonaise et reprennent fin 1904, début 1905. Dans le même temps, l'artillerie est remplacée. À l'exception des anciens canons de 305 mm, le cuirassé est alors doté de cinq canons de 203 mm (quatre remplacent les canons de 229 mm, une cinquième série est installée à l'arrière du navire), huit de 152 mm, quatre de 47 mm et quatre de 120 mm installés sur le pont supérieur. Le gréement est remplacé, de nouveaux projecteurs sont installés.
Les essais en mer ont lieu en juin 1905 et les résultats sont satisfaisants ; mais des défauts apparaissent dans les nouvelles chaudières. Une réparation approfondie de celles-ci est donc effectuée au printemps de 1911, ce qui permet au cuirassé de développer une vitesse de 12,7 nœuds (24 km/h).
En 1907, l'unité d'artillerie de l’Empereur Alexandre II est une nouvelle fois en formation sous le commandement de l'amiral Reitzenstein (1854-1916). À la fin de l'année, le navire est inscrit dans les cuirassés, après une nouvelle classification. De 1904 à 1909, le cuirassé est placé sous le commandement du capitaine de 1er rang Eberhardt (1856-1919), puis sous celui d'A.M. Lazarev.
Après vingt-deux ans de carrière dans la Marine impériale de Russie, le navire est devenu obsolète et son délai de service est fixé à 1917.

### Carrière dans la Marine soviétique
Le 19 mai 1917, le cuirassé est renommé L'Aube de la Liberté (Заря Свободы). Le 6 novembre 1917, il stationne à Petrograd (l'ancienne Saint-Pétersbourg). L'hiver venu, L'Aube de la Liberté revient à Kronstadt où il reste ancré pendant quelques années. Il est très endommagé en 1921, lorsqu'éclate la rébellion de Kronstadt. Il est démantelé en 1922.

## Commandants de l’EmpereurAlexandreII
- P. Youriev
- K.P Nikonov
- Pavel Petrovitch Andreïev
- Nikolaï Illarionovitch Skrydlov
- Andreï Avgustovitch Eberhardt
- A.M Lazarev